# Wilhelm Solf
Wilhelm Heinrich Solf (født 5. oktober 1862, død 6. februar 1936) var en tysk diplomat, jurist og statsmand.

## Liv og virke

### Baggrund og uddannelse
Wilhelm Solf blev født i velstående og liberal familie i Berlin. Han studerede ved universitetet i Anklam i (Pommern) og ved Mannheim Universitet, hvor han tog eksamen i 1881. Senere studerede han orientalske sprog, særlig sanskrit, i Berlin, Göttingen og Halle, og tog en doktorgrad i filologi i vinteren 1885. Påvirket af en af sine lærere, den velkendte indologen Richard Pischel, skrev han en elementær sanskrit-grammatik.
Efter at have taget doktorgraden arbejdede han ved universitetsbiblioteket i Kiel, mens han aftjente værnepligt ved marineinfanteriet. Han blev dog senere erklæret uegnet til militærtjeneste og hjemsendt.

### Tidlig diplomatisk karriere
Han trådte ind i den tyske udenrigstjeneste den 12. december 1888 og blev stationeret ved det tyske generalkonsulat i Calcutta den 1. januar året efter, hvor han arbejdede i konsularafdelingen. Han forlod dog konsularafdelingen for at studere jura ved universitetet i Jena. Han tog den juridiske doktorgrad i september 1896, og blev retsassessor samme år. Hans juridiske uddannelse gjorde ham kvalificeret til højere stillinger i udenrigstjenesten. Han blev ansat ved Udenrigsministeriets koloniafdeling og i 1898 udnævnt til distriktsdommer i Dar-es-Salaam. I 1899 blev han koncilpræsident i Apia i Samoa.

### Guvernør i Samoa
Etter anneksionen af Samoa den 1. marts 1900 blev Solf koloniens første guvernør, en stilling han havde frem til 19. december 1911.

### Senere karriere
Efter hjemkomsten fra Samoa blev Solf udnævnt til statssekretær for kolonisager (koloniminister), en stilling han havde frem til 1918. Solf foretog rejser til bl.a. Tysk Sydvest-Afrika (nutidens Namibia) og Tysk Øst-Afrika i 1912 og til Cameroun og Togo i 1913. Uheldigvis for Solfs ambitioner måtte Tyskland afstå sine kolonier efter første verdenskrig.
Solf førte derfor lobbyvirksomhed for at opnå en fredsaftale allerede i 1917 og 1918. Han var modstander af den uindskrænkede ubådskrig, som bragte USA ind i krigen.
I de sidste uger af 1. verdenskrig blev han i oktober 1918 udnævnt til Tysklands udenrigsminister. I denne egenskab indledte han forhandlinger om våbenhvile, som trådte i kraft 11. november samme år. Han gik af som udenrigsminister 13. december samme år, midt under den Den tyske revolution. 
Han var herefter frem til 1920 vicepræsident for Deutsche Kolonialgesellschaft. Fra 1920 til 1928 var han Tysklands ambassadør i Japan. Solf gives meget af æren for at have genoprettet det gode forhold mellem Tyskland og Japan, der kulminerede ved undertegnelsen af den tysk-japanske traktat af 1927. Da han kom tilbage til Tyskland, blev han bestyrelsesformand for Deutsches Auslands-Institut i Stuttgart.
Selv om han støttede valget af den konservative Paul von Hindenburg som præsident, var han mere centrumorienteret og blev medlem af det liberale Deutsche Demokratische Partei. Da partiet blev tvangsopløst i 1933 efter Hitlers magtovertagelse, planlagde han at grundlægge et nyt centrumparti, men planene lykkedes ikke.
Han var gift med Johanna "Hanna" Dotti, der senere grundlagde den anti-nazistiske Solf-kreds sammen med deres datter So'oa'emalelagi "Lagi", som var født på Samoa.